# سفتیول‌ان
سفتیول‌ان(به انگلیسی: Ceftiolene) (INN) یک آنتی بیوتیک سفالوسپورینی نسل سوم است.